# Індекс іклюзивного розвитку
Індекс інклюзивного розвитку (англ. Inclusive Development Index) — це альтернативна систему оцінки економічного розвитку країн. Її називають більш сучасним аналогом валового внутрішнього продукту (ВВП) — головного економічного показника, за яким визначається становище країни в світі.
В індексі 12 показників, які розділені на три групи:
1. Зростання та розвиток:
- ВВП на душу населення (долари США в величинах 2010 року);
- продуктивність праці — ВВП на одного працівника (долари США);
- очікувана тривалість здорового життя (роки);
- зайнятість населення (відсотки).

2. Інклюзивність:
- коефіцієнт розшарування суспільства за доходами (від 0, тобто без розшарування, до 100)
- рівень бідності (відсотки);
- коефіцієнт розшарування суспільства за розподілом багатства (від 0, тобто без нерівності, до 100);
- медіанний дохід (долари США).

3. Наступність поколінь і стійкість розвитку:
- скориговані чисті заощадження (відсотки від валового національного доходу);
- парникова інтенсивність ВВП (кілограми викидів CO₂ на долар);
- державний борг (відсотки від ВВП);
- коефіцієнт демографічного навантаження (відсотки).

З усіх цих показників складаються групові індекси, а потім розраховується їх середнє арифметичне значення. Лідери рейтингу інклюзивності майже такі ж, як і по ВВП, але є винятки. Наприклад, серед розвинених країн як за ВВП на душу населення, так і за індексом інклюзивного розвитку в лідерах Норвегія, Люксембург і Швейцарія. Але Ісландія, яка за ВВП тільки 12-та, вирвалася на друге місце по інклюзивності. Є несподівані лідери і серед країн, що розвиваються. Азербайджан (26-й за ВВП) виявився на третьому місці. Перші рядки в обох випадках залишилися за європейськими країнами: Литва, Угорщина, Латвія.
У той же час, США опинилися лише на 23-му місці з 30 серед розвинених країн. Такий результат пояснюється короткою тривалістю життя, високою бідністю і одночасно високим ступенем нерівності (86 з 100 по розподілу багатства), також розміром держборгу. Нагадаємо, у вересні 2017 в Нью-Йорку навіть демонтували годинник, які відраховували розмір держборгу США.
В цілому, головна теза економістів Всесвітнього форуму полягає в тому, що країни повинні усвідомити необхідність зміни курсу, тому що зростаюча нерівність і відсутність турботи про майбутні покоління не обіцяють нічого хорошого.
Помилка Lua у Модуль:Message_box у рядку 159: attempt to index a nil value.